# الأوهام الإيجابية
الأوهام الإيجابية (بالإنجليزية: Positive Illusions) هي مواقف إيجابية غير واقعية لدى الناس تجاه أنفسهم أو تجاه الأشخاص المقربين منهم. وتعد أيضًا شكلاً من أشكال خداع الذات أو تعزيز الذات التي تولد الشعور بالرضا أو تحافظ على تقدير الذات أو تتلافى الشعور بالانزعاج، وذلك على المدى القصير على أقل تقدير. هناك ثلاثة أشكال عامة للأوهام الإيجابية: التقييم المبالغ فيه لقدرات الفرد، والتفاؤل غير الواقعي بشأن المستقبل، ووهم التحكم. تعود نشأة مصطلح «الأوهام الإيجابية» إلى ورقة علمية نشرها تايلور وبراون في عام 1988. «يؤكد نموذج تايلور وبراون (1988) للصحة العقلية أن بعض الأوهام الإيجابية منتشرة بشكل كبير في الفكر العادي وتتنبأ بالمعايير التقليدية المرتبطة بالصحة العقلية».
هناك جدل حول مدى موثوقية إظهار الناس لأوهام إيجابية، وكذلك ما إذا كانت هذه الأوهام التي لديهم مفيدة لهم.

## أنواعها
في التأثير فوق المتوسط، ينظر الناس إلى أنفسهم بشكل إيجابي أكثر مما ينظرون إلى الآخرين وأقل سلبية من نظرة الآخرين لهم. كما يُعتقد أن السمات الإيجابية على أنها وصفية لأنفسهم أكثر من الشخص العادي، في حين تعد السمات السلبية بأنها أقل وصفًا لأنفسهم من الشخص العادي. على الرغم من حقيقة أنه من المستحيل إحصائيًا أن يتفوق معظم الناس على أقرانهم، بدلاً من إدراك نقاط قوتهم وضعفهم بشكل متساوٍ، إلا أن الناس أكثر وعيًا بنقاط قوتهم ولا يدركون نقاط ضعفهم تمامًا. ولقد رُصِد هذا التأثير على نطاق واسع من السمات  والقدرات  بما في ذلك القدرات المختلفة للسياقة،  الأبوة والأمومة،  القيادة، والتعليم، والأخلاق، والصحة العامة. ويتضح هذا التأثير أيضًا في الذاكرة حيث يميل معظم الناس أيضًا إلى اعتبار قدرتهم على التذكر على أنها أفضل مما هي تبدو عليه في الواقع. 
وهم السيطرة هو تقييم مبالغ فيه لقدرة الفرد على التحكم بالأحداث مثل رمي النرد أو قلب العملة. 
تحيز التفاؤل هو ميل الناس إلى المبالغة في تقدير احتمالية تعرضهم لمجموعة متنوعة من الأحداث الممتعة، مثل الاستمتاع بوظيفتهم الأولى أو إنجاب طفل موهوب، والتقليل إلى حد ما من مخاطر وقوع أحداث سلبية، مثل الطلاق أو الوقوع ضحية لمرض مزمن. وتتجلى هذه الطبيعة الخادعة للتفاؤل أيضًا في تقصير الناس في تقدير الوقت الذي يستغرق في أداء مجموعة متنوعة من المهام. 

## نشأتها
يعد الإدراك الذاتي -كغيره من العديد من أشكال الإدراك البشري- عرضة للوهم. إنه من المعروف أن الأوهام الإيجابية عمومًا هي إحدى التأثيرات الواضحة لتعزيز الذات، والرغبة في مضاعفة إيجابية المرء في آراءه الذاتية  ووظيفة لتعزيز تقدير الذات. وقد يحدث ذلك بسبب الرغبة في رؤية المرء نفسه أكثر تماشيًا مع أقرانه.  يبدو أن هذه الأنواع من السمات التي تخدم الذات لا تظهر إلا على الأشخاص الذين ينظرون إلى أنفسهم بإيجابية. في الواقع، تبين أن الأشخاص الذين ينظرون إلى أنفسهم بسلبية يظهر عليهم النمط المعاكس. وتشير الأبحاث إلى أنه قد تكون هناك بعض المساهمات الجينية في القدرة على اختلاق الأوهام الإيجابية.   كما تلعب ظروف البيئة لتي ينشئ بها المرء أيضًا دورًا مهمًا حيث يكون الناس أكثر قدرة على تطوير هذه المعتقدات الإيجابية في البيئات المعززة أكثر من البيئات القاسية. 
تتضمن التفسيرات البديلة لنشأة الأوهام الإيجابية أبعادًا مثل مدى سهولة وشيوع المهام المراد القيام بها. بالإضافة إلى ذلك، فإن المهام التي تحول انتباه الفرد من ذاته إلى الهدف المقارن يمكنها منع الأشخاص من الإفراط في التحسين. 
كما أن للانتشار الثقافي دور مهم في صنع الأوهام الإيجابية. على الرغم من أنه من السهل توثيق الأوهام الإيجابية في الثقافات الغربية الفردية، فإن الأشخاص في ثقافات شرق آسيا الجماعية هم أقل احتمالًا في السعي إلى تعزيز الذات، وفي الواقع، غالبًا ما ينكرون ذواتهم.
كشفت معظم الدراسات أن الناس يميلون إلى تضخيم وجهات نظرهم حول أنفسهم. وتشير الأبحاث إلى أن العلاقة بين التقييمات الذاتية للأشخاص والتقييمات الموضوعية ضعيفة نسبيًا. وإحدى التفسيرات لتلك النتيجة هو أن معظم الناس لديهم فقط أوهام إيجابية خفيفة. 
ومع ذلك، وفقًا للدراسات الحديثة، هناك دليل على وجود فروق فردية جوهرية بين قوة الأوهام الإيجابية لدى الأشخاص. لذلك، قد يكون لدى بعض الأشخاص تضخيم مبالغ فيه في وجهات النظر الذاتية، في حين أن البعض الأخر قد يكون لديه تضخيم معتدل وبعضهم قليل جدًا وعندما يتم اختبار هذا التأثير في مجتمع الدراسة، فإنه يبدو ضعيفًا.

## المنافع والمخاطر
يمكن أن يكون للأوهام الإيجابية إيجابيات وسلبيات لدى الفرد، وهناك جدل حول ما إذا كانت قابلة للتكيف من الناحية التطورية.  فقد يكون للأوهام فوائد صحية مباشرة من خلال مساعدة الشخص على التغلب على التوتر، أو من خلال تعزيز العمل نحو النجاح. من ناحية أخرى، قد تمنع التوقعات الإيجابية غير الواقعية الأشخاص من اتخاذ إجراءات وقائية معقولة للمخاطر الطبية. فلقد اثبتت دراسة أجريت في عام 2001م أن الأشخاص الذين لديهم أوهام إيجابية قد يحظون بمنافع قصيرة الأجل وتكاليف طويلة الأجل. وعلى وجه التحديد، لا يرتبط تعزيز الذات بالنجاح الأكاديمي أو معدلات التخرج في الكلية. 

### الصحة العقلية
يفترض نموذج تايلور وبراون الاجتماعي النفسي للصحة العقلية أن المعتقدات الإيجابية مرتبطة بالرفاهية النفسية، وأن التقييمات الذاتية الإيجابية -حتى غير واقعية منها- تعزز الصحة العقلية. الإشارة إلى الرفاهية هنا يعني القدرة على الشعور بالرضا عن الذات، وأن تكون مبدعًا و/أو منتجًا في عملك، وتكوين علاقات مرضية مع الآخرين والتغلب على التوتر بشكل فعال عند الضرورة.  كما تعد الأوهام الإيجابية مفيدة خاصة في مساعدة الناس على تجاوز الأحداث أو الصدمات الكبيرة المجهدة، مثل الأمراض الفتاكة أو الحوادث الخطيرة. ويميل الأشخاص القادرين على اختلاق المعتقدات الإيجابية أو التمسك بها عند مواجهة هذه النكسات المحتملة إلى التعامل معها بنجاح أكبر، ويظهر عليهم معاناة نفسية أقل من أولئك الأقل قدرة منهم. على سبيل المثال، تُظهر الأبحاث النفسية أن الناجين من مرض السرطان غالبًا ما ينقلون أن جودة حياتهم أفضل من الأشخاص الذين لم يسبق لهم الإصابة بالسرطان على الإطلاق.  يمكن أن يكون هذا وقائيًا من الناحية الفسيولوجية؛ لأنهم تمكنوا من استخدام التجربة المؤلمة لاستحضار إحساس متزايد بالمعنى والهدف.  ويتعلق هذا بمفهوم المرونة النفسية أو قدرة الفرد على التعامل مع التحديات والضغوط. كما توصلت الدراسات إلى أن تعزيز الذات مرتبط بالمرونة في مواجهة مأساة 11 سبتمبر بين أفراد الدراسة الذين كانوا متواجدين سواء داخل الأبراج أو بالقرب منها. 
يتمسك الناس أيضًا بالأوهام الإيجابية؛ لأن مثل هذه المعتقدات غالبًا ما تعزز إنتاجيتهم ومثابرتهم في أداء المهام التي من الممكن أن يتخلون عن أداءها.  فعندما يتوقع الناس أنهم قادرين على تحقيق هدف صعب، غالبًا ما يخلق هذا التوقع إحساسًا بالطاقة والإثارة، مما يؤدي إلى تحقيق تقدم أكثر مما كان يمكن أن يكون عليه الحال.
يمكن القول بأن الأوهام الإيجابية قابلة للتكيف؛ لأنها تمكن الناس من الشعور بالأمل عند مواجهة المخاطر الخارجة عن سيطرتهم. 
بالإضافة إلى ذلك، يبدو أن هناك علاقة بين الأوهام والمزاج الإيجابي. فلقد وجدت الدراسات أن مضمون هذه العلاقة يمكن في أن الأوهام الإيجابية ينتج عنها حالات مزاجية إيجابية.
ومع ذلك، أظهرت أحدث نتائج الدراسات أن جميع أشكال الوهم -سواء أكان إيجابي أم لا- مرتبطة بأعراض اكتئابية أكثر ، وترفض العديد من الدراسات الأخرى العلاقة بين الأوهام الإيجابية والصحة العقلية أوالرفاهية أو الرضا عن الحياة، مع الإقرار بأن الإدراك الدقيق للواقع يتوافق مع السعادة. 
عند دراسة العلاقة بين تقدير الذات والأوهام الإيجابية، تعرّف كومتون Compton (1992) على مجموعة من الأشخاص لديهم تقدير عالي للذات دون وجود أوهام إيجابية، وهؤلاء الأفراد لم يكونوا مصابين بالاكتئاب أو العصاب أو الذهان أو سيئٍ الانسجام أو مضطربين في الشخصية. وبالتالي، تم استنتاج أن اختلاق الأوهام الإيجابية ليس ضروريًا لحصول تقدير الذات. ومقارنة بالمجموعة التي لديها أوهام إيجابية وتقدير مرتفع للذات، حققت المجموعة التي ليس لديها أوهام إيجابية ذات التقدير المرتفع للذات نتائج أعلى في النقد الذاتي وتكامل الشخصية وأدنى في الذهانية.
أظهر التحليل التلوي لـ 118 دراسة شملت 7013 شخصًا أن المزيد من الدراسات تدعم فكرة الواقعية الاكتئابية، لكن هذه الدراسات كانت ذات جودة علمية أقل، واستخدمت عينات غير إكلينيكية، وعُممت بسهولة أكبر، واستخدمت التقارير الذاتية بدلاً من المقابلات، واستخدمت التحيز المتعمد أو إصدار الحكم الطارئ كوسيلة لقياس الواقعية الاكتئابية، وأظهرت طرق مثل استدعاء الانطباعات وتقييم الأداء نتائج تتعارض مع الواقعية الاكتئابية.
كما أن هناك تحليل تلوي حديث آخر يدعم الادعاء الأساسي لتايلور وبراونز. وتشير نتائج هذا التحليل إلى أن الأشكال المختلفة من التعزيز الذاتي مرتبطة إيجابيًا بالتكيف الشخصي (الرفاهية الذاتية العالية وانخفاض الاكتئاب). لم يكن التعزيز الذاتي مرتبطًا فقط بالتقييمات الذاتية للتكيف الشخصي، ولكن أيضًا بتصنيفات التكيف التي أجراها الباحثين (بما في ذلك الباحثين الطبيين). بالإضافة إلى ذلك، كان التعزيز الذاتي أيضًا مؤشرًا طوليًا للتكيف الشخصي.

### الصحة الجسدية
بصرف النظر عن امتلاك قدرة أفضل على التكيف النفسي مع المزيد من المسايرة النشطة،  فإن القدرة على توليد المعتقدات الإيجابية والتمسك بها عند مواجهة النكسات لها فوائدها الصحية. فلقد أظهرت الأبحاث التي أجريت على الرجال المصابين بفيروس نقص المناعة البشرية، أو الذين تم تشخيص إصابتهم بمرض بالإيدز، أن أولئك الذين أجروا تقييمات إيجابية غير واقعية لقدراتهم على التحكم في ظروفهم الصحية يستغرقون وقتًا أطول حتى تظهر أعراض المرض عليهم، ويمرون بمراحل المرض ببطء، بالإضافة إلى نتائج إدراكية إيجابية أخرى، مثل تقبل الهزيمة. 

### المخاطر المحتملة
هناك عدة مخاطر محتملة قد تنشأ إذا كان لدى الناس أوهام إيجابية حول سماتهم الشخصية والنتائج المحتملة. في بادئ الأمر، قد يضعون أنفسهم في مواقف فجائية غير سارة يكونون فيها غير مستعدين لتقبل نفي معتقداتهم المتفائلة المبالغ فيها. وقد يتعين عليهم أيضًا مواجهة العواقب التي قد تحدث بعد ذلك. ومع ذلك، تشير الأبحاث إلى أن هذه النتائج السلبية لا تحدث في الغالب. كما تعد معتقدات الأشخاص أكثر واقعية في الأوقات التي تخدمهم الواقعية بطريقة جيدة للغاية، على سبيل المثال، عند وضع الخطط المبدئية؛ وعندما تكون المساءلة مرجحة أو تتبع ردود فعل سلبية من البيئة. كما يمكن للأشخاص بعد الانتكاسة أو الفشل -ما لم يُفقد كل شيء- استخدام المعتقدات الإيجابية المفرطة مرة أخرى في المحاولة مجددًا.
الخطر الثاني يتمثل في أن الأشخاص الذين لديهم أوهام إيجابية سيحددون أهداف أو ينتهجون سبل من المرجح أن تقودهم إلى الفشل أكثر من النجاح. ولكن يبدو أن هذا القلق لا أساس له إلى حد كبير. فلقد كشفت الأبحاث أنه عندما يدرس الأشخاص خططهم المستقبلية، مثل ما إذا كانوا سيتقدمون لوظيفة معينة أو يلتحقون بكلية للدراسات العليا، فإن تصوراتهم تكون واقعية إلى حد ما، ولكن يمكن أن يصبحوا مفرطين في التفاؤل عندما يبدؤون بتنفيذ خططهم. على الرغم من عدم وجود ما يضمن أن يكون التنبؤ الواقعي للمرء دقيقًا، إلا أن الانتقال من الواقعية إلى التفاؤل قد يوفر الدافع اللازم لنقل المهام الصعبة المحتملة من مرحلة التصور إلى مرحلة الإنجاز.
الخطر الثالث يكمن في أن التصورات الذاتية الإيجابية قد ينطوي عليها تكاليف اجتماعية. فهناك مصدر معين من الأدلة على نمط الخدمة الذاتية في تقييم القدرة درس استخدام التعريفات الفردية للسمات والقدرات.  واقترح المؤلفون فيه أن التكاليف الاجتماعية تحدث عندما يُنظر إلى تعريف المرء للقدرة على أنه الوحيد ذو الصلة بنتائج الإنجاز. وبعبارة أخرى، عندما يفشل الناس في إدراك متى تكون التعاريف المقبولة الأخرى للقدرة ذات صلة بالنجاح، فإن تقديرات رفاههم في المستقبل ستكون مبالغًا فيها.
الخطر الرابع هو أنه قد يكون من المؤذي أن ندرك أن الكفاءة الفعلية للمرء لا تتناسب مع أوهامهم. فهذا يمكن أن يضر بالأنا وينتج عنه أداء أسوأ بالفعل في المواقف المختلفة مثل الدراسة بالكلية.
على الرغم من أن الأوهام الإيجابية قد يكون لها فوائد قصيرة الأجل، إلا أنه ينطوي عليها تكاليف طويلة الأجل. فلقد ارتبط وجود الأوهام الإيجابية بمدى انخفاض مستويات تقدير الذات والرفاهية، بالإضافة إلى النرجسية وانخفاض التحصيل الدراسي بين الطلاب.

## الأوهام السلبية
على الرغم من زيادة الاهتمام بموضوع الأوهام الإيجابية من الناحية الأكاديمية، إلا أن هناك أوهامًا سلبية منهجية يتم الكشف عنها في ظل ظروف مختلفة قليلاً.  على سبيل المثال، بينما يقيّم طلاب الجامعات أنفسهم أن لديهم احتمالية أكثر من متوسط الناس في العيش حتى عمر السبعين، إلا أنهم يعتقدون أن لديهم احتمالية أقل من متوسط الناس في العيش حتى عمر المائة. ويرى الناس أنفسهم أنهم أعلى من المتوسط في أداء المهام السهلة مثل ركوب الدراجة ولكنهم يعتبرون أنفسهم أقل من المتوسط في أداء المهام الصعبة مثل ركوب الدراجة الهوائية الأحادية العجلة. في عام 2007، أطلق مور على هذا التأثير «تأثير الأسوأ من المتوسط». بشكل عام، يبالغ الناس في تقدير موقفهم النسبي عندما يكون موقفهم الكلي مرتفع ويقللون من موقفهم النسبي عندما يكون موقفهم الكلي منخفض.

## التخفيف
تشير الواقعية الاكتئابية بأن الأشخاص المكتئبين لديهم بالفعل نظرة أكثر واقعية لأنفسهم والعالم مقارنة بالأشخاص الأصحاء عقليًا. ويبدو أن طبيعة مرض الاكتئاب لها دور في تقليل القدرة على صنع الأوهام الإيجابية. فعلى سبيل المثال، يعد الأشخاص الذين يعانون من تدني احترام الذات أو المكتئبون قليلاً أو كلاهما أكثر توازناً في التصورات الذاتية.  وبالمثل، فإن هؤلاء الأشخاص الذين يعانون من اكتئاب طفيف هم أقل عرضة للمبالغة في تقدير مدى قدرتهم على التحكم في الأحداث  ولتقييم الظروف المستقبلية بطريقة متحيزة. 
ومع ذلك، هذه النتائج قد لا تكون بسبب كون الأشخاص المصابين بالاكتئاب لديهم أوهام أقل من الأشخاص الذين لا يعانون من الاكتئاب. فلقد أظهرت دراسات مثل دراسة ديكامن وآخرون (1989م) أن الأشخاص الذين يعانون من الاكتئاب يعتقدون أنهم لا يمكنهم السيطرة على المواقف التي بوسعهم السيطرة عليها، لذا فإن منظورهم يفتقد إلى الكثير من الدقة بوجه عام. وربما أيضًا التحيز المتشائم للمكتئبين يؤدي إلى «الواقعية الاكتئابية»، على سبيل المثال، عند قياس التقييم لمدى القدرة على السيطرة عندما لا يكون هناك أي سيطرة، وهذا وفقًا لألان وآخرون (2007م). أيضًا، كشفت دراسة مستفي وآخرون (2005م) ودراسة مستفي وآخرون (2007م) أنه لم تظهر هناك أي مبالغة في تقدير الأشخاص غير المكتئبين لمدى قدرتهم على التحكم عندما كانت الفترة الزمنية فقط كافية لهم، مما يعني أنهم يأخذون جوانب كثيرة من الموقف في عين الاعتبار مقارنة بنظرائهم المكتئبين.
توجد فرضيتين في الدراسات السابقة فيما يتعلق بتجنب عيوب الأوهام الإيجابية: أولاً، عن طريق تقليل عدد الأوهام من أجل تحقيق الاستفادة القصوى من منافعها،  وثانيًا، عن طريق اتخاذ القرارات المهمة.  ووفقًا لـعالم النفس روي باومايستر، قد يكون مقدار صغير من التشويه الإيجابي هو الأمثل. فهو يفترض أن أولئك الذين يقعون ضمن هذا الهامش الأمثل من الوهم قد يحظون بصحة عقلية أفضل.

## روابط خارجية
- " أنت ما تتوقعه " مقال في نيويورك تايمز بقلم جيم هولت
- "ما مدى إيجابية الأوهام الإيجابية؟ " من بوزيتيف سايكولوجي يو كيه
- " التفاؤل والأوهام الإيجابية " بقلم علم النفس الإيجابي في المملكة المتحدة